# El Bruguer (el Brull)
El Bruguer és una masia del Brull (Osona) protegida com a Bé Cultural d'Interès Local.

## Descripció
Masia de planta quadrangular amb la façana principal orientada al sud, la teulada és de teula àrab a dues vessants i amb un pis d'alçada.
S'accedeix al seu interior per un portal de grans dovelles obert a la façana principal. L'asimetria de la teulada és deguda a la prolongació cap a llevant del cos principal de la casa. Pel fet d'haver estat habitada ininterrompudament, el seu estat de conservació és òptim, i entre les reformes més visibles hi ha un contrafort a la paret de tramuntana, amb forma d'arcbotant. Al cos principal se li ha afegit un altre al sud.

## Història
El Bruguer està documentat des de l'any 1270. Se sap que va resistir les sotragades dels segles xiv i xv. Es tracta, doncs, d'una de les masies històriques del Brull. L'edifici actual data possiblement de mitjans de segle xviii, tal com ens revela una llinda del primer pis de la façana principal (1780). El fet que encara estigui funcionant com a centre agrari important ha contribuït notablement al seu manteniment. Darrerament s'ha construït un cobert al davant, així com algunes granges al voltant. El seu estat de conservació és òptim.